# Donald Trump Jr.
Donald John "Don" Trump Jr. (sinh ngày 31 tháng 12 năm 1977) là một doanh nhân người Mỹ và là một cựu nhân vật truyền hình thực tế. Ông là con trai cả của Tổng thống thứ 45 và 47 của Hoa Kỳ, Donald Trump, và người vợ đầu tiên của ông, một nữ doanh nhân, người mẫu người Mỹ gốc Séc, Ivana Trump. Ông hiện đang làm việc cùng với em trai Eric là một ủy viên của Tổ chức The Trump. Một công ty lâu năm Executive VP và là giám đốc điều hành duy nhất cho hoạt động cho thuê thương mại của công ty, trong vai trò ủy thác của ông và em trai sẽ điều hành công ty trong nhiệm kỳ của cha ông.

## Tiểu sử

### Thời niên thiếu
Donald John Trump, Jr. sinh ngày 31 tháng 12 năm 1977 tại Manhattan, thành phố New York. Cha của ông là Tổng thống thứ 45 và 47 của Hoa Kỳ Donald Trump và mẹ của ông là Ivana Trump (họ gốc Zelníčková). Ông có một người em trai tên Eric và một người em gái tên Ivanka, một người em gái cùng cha khác mẹ tên Tiffany (mẹ là Marla Maples), và một người em trai cùng cha khác mẹ tên Barron (mẹ là Melanija Knavs). Thông qua cha của ông, Trump Jr. là cháu nội của Frederick Christ Trump, Sr. và Mary Anne MacLeod, và là cháu cố của Frederick Trump và Elizabeth Christ Trump, người đã sáng lập nên tổ chức Trump.
Khi còn nhỏ, Trump đã tìm thấy một hình mẫu ở ông ngoại của mình, Miloš Zelníček, người có một ngôi nhà gần Prague, nơi ông đã dành cả mùa hè để cắm trại, câu cá, săn bắn và học tiếng Séc.
Bố mẹ ly hôn khi ông 13 tuổi; mẹ ông nói với ông rằng bố ông đang ngoại tình, Trump bị cha ghẻ lạnh trong một năm sau khi ly hôn, tức giận với hành động của ông khiến gia đình tan vỡ.
Donald Trump, Jr. được học tại Trường Buckley và Trường The Hill, một trường nội trú dự bị đại học ở Pottstown, Pennsylvania, tiếp theo là Trường Wharton của đại học Pennsylvania, nơi ông tốt nghiệp năm 2000 với bằng B.S. trong Kinh tế học.
Trump có 5 người con với người mẫu Vanessa Kay Trump (nhũ danh là Pergolizzi) là người Mỹ gốc Ý, Đan Mạch, Thụy Điển, Đức.

### Sự nghiệp
Sau khi tốt nghiệp đại học vào năm 2000, Trump chuyển đến Aspen, Colorado, nơi ông săn bắt, câu cá, trượt ván nước, sống trong một chiếc xe tải, làm người pha chế rượu trong khoảng một năm, trước khi ông trở lại gia nhập tổ chức Trump ở New York. (còn tiếp...)